# Möderscheid
Möderscheid ist ein Dorf in der Gemeinde Amel in der Deutschsprachigen Gemeinschaft Belgiens. Mit 126 Einwohnern (Stand: 1. Januar 2016) gehört es zu den kleineren Ortsteilen Amels. Es wurde 1977 als Teil der damaligen Gemeinde Heppenbach in die Gemeinde Amel eingemeindet.
Möderscheid liegt etwa vier Kilometer nordöstlich des Ameler Kernorts, jenseits der Eibertinger Heide und am Möderscheider Bach.

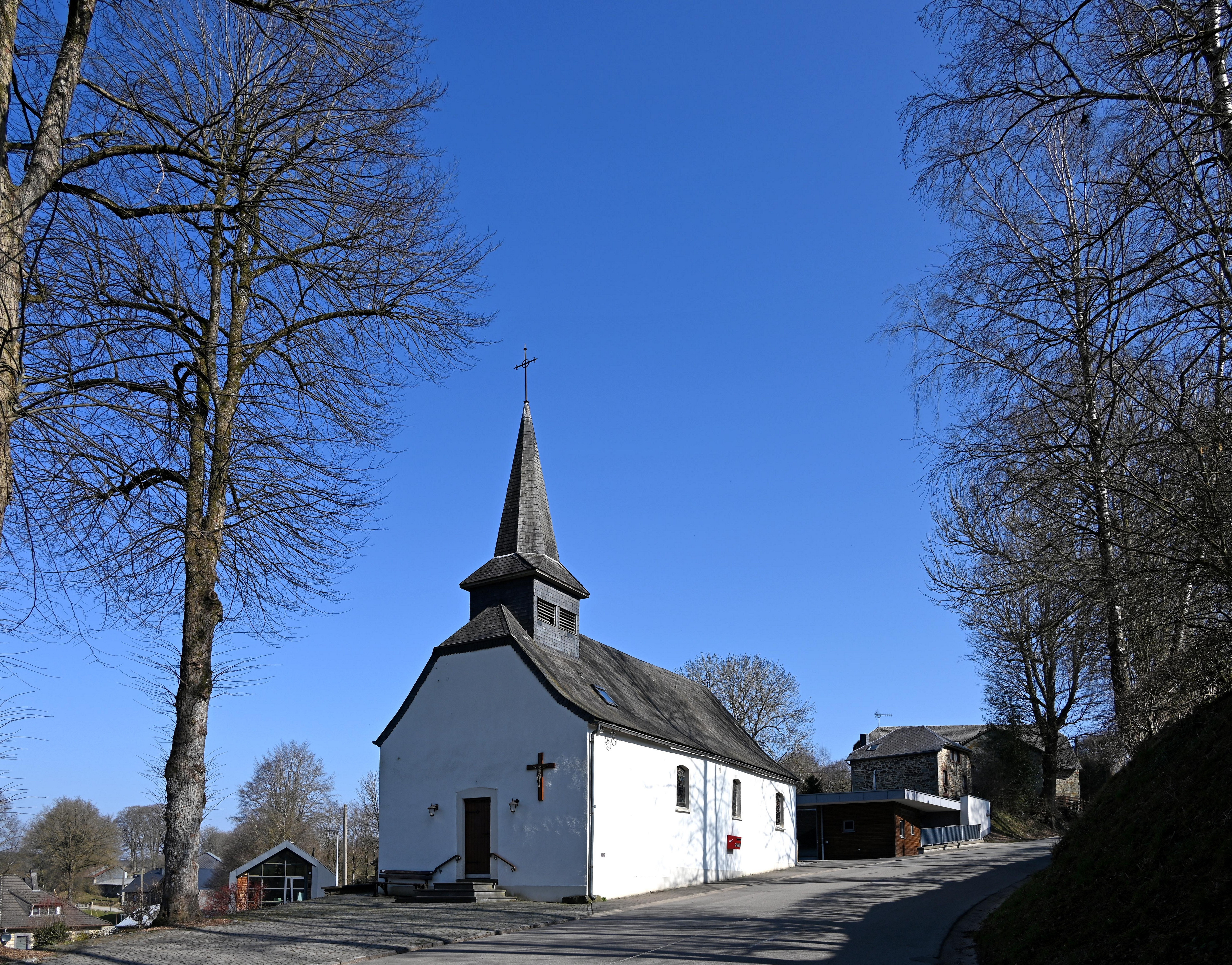
Möderscheid, Kapelle Sankt Brigitta

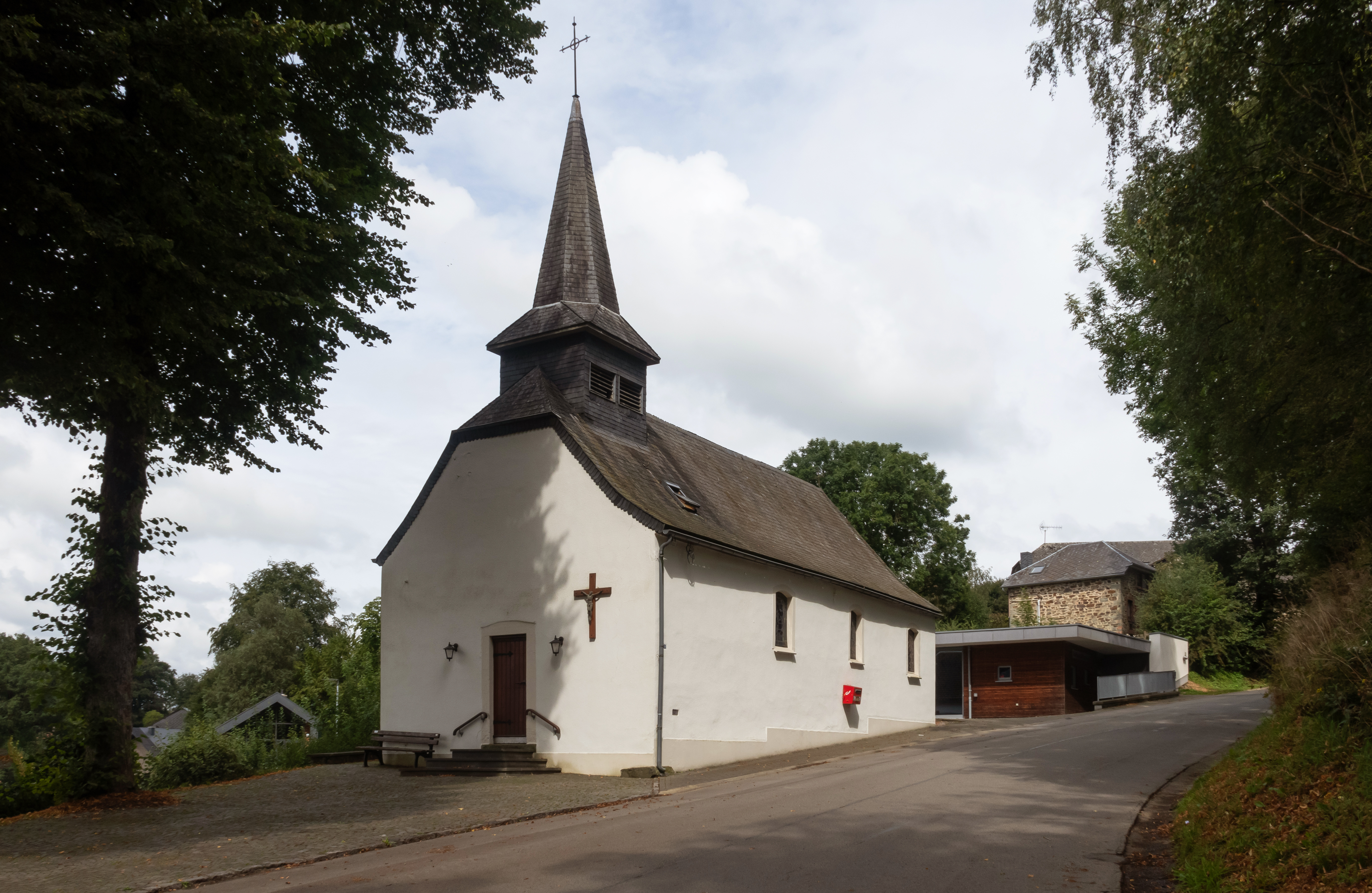
Möderscheid, Kapelle Sankt Brigitta